# Liste der Baudenkmale in Oldenburg (Oldb) – Amalienstraße
In der Liste der Baudenkmale in Oldenburg (Oldb)– Amalienstraße stehen alle Baudenkmale der Amalienstraße und der Alte Amalienstraße in Oldenburg (Oldb). Die Quelle der IDs und der Beschreibungen ist der Denkmalatlas Niedersachsen.
Der Stand der Liste ist das Jahr 2022.

## Allgemein
In den Spalten befinden sich folgende Informationen:
- Lage: die Adresse des Baudenkmales und die geographischen Koordinaten. Kartenansicht, um Koordinaten zu setzen. In der Kartenansicht sind Baudenkmale ohne Koordinaten mit einem roten Marker dargestellt und können in der Karte gesetzt werden. Baudenkmale ohne Bild sind mit einem blauen Marker gekennzeichnet, Baudenkmale mit Bild mit einem grünen Marker.
- Bezeichnung: Bezeichnung des Baudenkmales
- Beschreibung: die Beschreibung des Baudenkmales. Unter § 3 Abs. 2 NDSchG werden Einzeldenkmale und unter § 3 Abs. 3 NDSchG Gruppen baulicher Anlagen und deren Bestandteile ausgewiesen.
- ID: die Objekt-ID des Baudenkmales
- Bild: ein Bild des Baudenkmales, ggf. zusätzlich mit einem Link zu weiteren Fotos des Baudenkmals im Medienarchiv Wikimedia Commons. Wenn man auf das Kamerasymbol klickt, können Fotos zu Baudenkmalen aus dieser Liste hochgeladen werden:

Zurück zur Hauptliste
| Lage                                                  | Bezeichnung | Beschreibung | ID       | Bild |
| ----------------------------------------------------- | ----------- | --- | -------- | ---- |
| Alte Amalienstraße 26 53° 8′ 19″ N, 8° 13′ 21″ O      | Wohnhaus    | Eineinhalbgeschossiger, vierachsiger Massivbau mit auf geputzter Rustizierung auf hohem Sockelgeschoss mit giebelständigem Satteldach. Eingangsvorbau an der rechten Seite. Die mittleren beiden Fenster im OG durch Rahmung aus Pilastern und Gesims zusammengefasst. 1891 errichtet, Architekt: vermutliche F. Logemann                                                                                            | 37429508 |      |
| Alte Amalienstraße 28 53° 8′ 18″ N, 8° 13′ 22″ O      | Wohnhaus    | eineinhalbgeschossiger, dreiachsiger Massivbau auf hohem Sockelgeschoss mit giebelständigem Satteldach. Die Fassade mit aufgeputzter Rustizierung, im Sockel- und EG die rechte Hälfte zu einem Altan vorgezogen. auf der rechten Seite zurückgesetzt einachsiger Eingangsvorbau mit traufständigem Satteldach. 1890/91 errichtet, Architekt: vermutlich F. Logemann                                                 | 37429531 |      |
| Alte Amalienstraße 30 53° 8′ 18″ N, 8° 13′ 22″ O      | Wohnhaus    | eingeschossiger verputzter Massivbau, unterkellert. Ausgebautes Dachgeschoss unter hohem Mansarddach mit Dachhaus unter Walmdach. Dreiachsiger Vorbau auf segmentbogenförmigen Grundriss mit zweiflügeligen Glastüren, davor Freitreppe. Gartengrundstück. | 37429554 |      |
| Alte Amalienstraße 32 53° 8′ 18″ N, 8° 13′ 23″ O      | Wohnhaus    | eineinhalbgeschossiger, dreiachsiger Massivbau auf hohem Sockelgeschoss mit giebelständigem Satteldach. Die Fassade mit aufgeputzter Rustizierung, im Sockel- und EG die linke Hälfte zu einem Altan vorgezogen, auf der rechten Seite zurückgesetzt einachsiger Eingangsvorbau mit traufständigem Satteldach.1892 errichtet, Architekt: vermutlich F. Logemann                                                      | 37429579 |      |
| Alte Amalienstraße 34 53° 8′ 18″ N, 8° 13′ 24″ O      | Wohnhaus    | eineinhalbgeschossiger, vierachsiger Bau, ziegelsichtig, auf hohem Sockelgeschoss mit giebelständigem Satteldach. Fenster im EG mit Putzrahmungen und Dreiecksgiebeln im OG. Seitlich Eingangsvorbau mit traufständigem Satteldach. | 37429602 |      |
| Alte Amalienstraße 36 53° 8′ 18″ N, 8° 13′ 25″ O      | Wohnhaus    | | 37429625 |      |
| Alte Amalienstraße 38 53° 8′ 18″ N, 8° 13′ 25″ O      | Wohnhaus    | eineinhalbgeschossiger, vierachsiger Putzbau auf hohem Sockelgeschoss mit giebelständigem Satteldach. Auf der linken Seite Eingangsvorbau mit traufständigem Satteldach. | 37429648 | BW   |
| Alte Amalienstraße 40 53° 8′ 17″ N, 8° 13′ 25″ O      | Wohnhaus    | Zweigeschossiges, giebelständiges Gebäude mit Walmdach. Sechsachsige Fassade an der Hofseite, die beiden mittleren Achsen risalitartig vorgezogen mit eigenem Satteldach. 1895 errichtet. | 37429671 | BW   |
| Alte Amalienstraße 42 / 44 53° 8′ 17″ N, 8° 13′ 26″ O | Wohnhaus    | Zweigeschossiges, vierachsiges Doppelhaus mit Mansarddach. Umlaufendes Gurtgesims, an der Kanalstraße siebenachsiger Seitenflügel. Bauherr: Kaufmann Carl Gerhard Hagen. Architekt: August Töbelmann | 37429695 | BW   |
| Amalienstraße 2 53° 8′ 20″ N, 8° 13′ 8″ O             | Wohnhaus    | Zweigeschossiger Putzbau auf Sockelgeschoss unter Walmdach an der Ecke zur Huntestraße gelegen. An der Huntestraße rechts eingeschossiger, dreiachsiger Seitenflügel mit reichem Baudekor (Pilastern, Gesimse u.a.) Hauptgebäude weitgehend ohne Bauschmuck. Erbaut 1848. | 37450641 | BW   |
| Amalienstraße 6 53° 8′ 20″ N, 8° 13′ 10″ O            | Wohnhaus    | Ursprünglich kleines eingeschossiges, dreiachsiges giebelständiges Wohnhaus mit Walmdach, um 1848. 1886 Aufstockung und Erweiterung auf sieben Achsen. Reiche Fassadengliederung u.a. mit flachen Risaliten, die den mittigen Eingang flankieren. Architekt: Heinrich Früstück. 1902 Anbau, späterer Ausbau des Daches.                                                                                              | 37429743 | BW   |
| Amalienstraße 8 53° 8′ 20″ N, 8° 13′ 12″ O            | Wohnhaus    | zweigeschossiger, fünfachsiger Putzbau mit hohem Sockelgeschoss und Walmdach. Die beiden linken Achsen durch Pilastergliederung und geschweiften Zwerchgiebel hervorgehoben. rechts zurückgesetzte Eingangsachse. | 37429768 | BW   |
| Amalienstraße 10 53° 8′ 20″ N, 8° 13′ 12″ O           | Wohnhaus    | giebelständiges, zweiachsiges Wohnhaus mit Mansardsatteldach. An der Traufseite die ursprünglichen Rundbogenfenster erhalten. Architekt: Eduard Bartels | 37429791 | BW   |
| Amalienstraße 12 53° 8′ 20″ N, 8° 13′ 13″ O           | Wohnhaus    | eineinhalbgeschossiger, vierachsiger Putzbau mit hohem Sockelgeschoss und giebelständigem Satteldach. | 37429814 | BW   |
| Amalienstraße 14 53° 8′ 20″ N, 8° 13′ 14″ O           | Wohnhaus    | eingeschossiger, Putzbau von vier Achsen mit giebelständigem Krüppelwalmdach und hohem Sockelgeschoss. Fenster durch Verdachungen paarweise zusammengefasst. Auf der linken Seite eingeschossiger traufständiger Anbau mit Satteldach, hier befindet sich der Hauseingang. | 37429837 | BW   |
| Amalienstraße 16 53° 8′ 20″ N, 8° 13′ 15″ O           | Wohnhaus    | Giebelständiger, vierachsiger Putzbau auf hohem Sockelgeschoss mit Krüppelwalmdach. Rechts und links traufständige Anbauten mit Eingängen, von denen der rechte nachträglich aufgestockt wurde. | 37429860 | BW   |
| Amalienstraße 18 53° 8′ 20″ N, 8° 13′ 16″ O           | Wohnhaus    | Zweigeschossiger, dreiachsiger Putzbau auf hohem Sockelgeschoss mit giebelständigem Krüppelwalmdach. Seitliche Anbauten, links eingeschossig mit Balkon und rechts zweiachsig mit Hauseingang. Architekt: Ludwig Backhaus | 37429883 | BW   |
| Amalienstraße 20 53° 8′ 20″ N, 8° 13′ 17″ O           | Wohnhaus    | Eingeschossiger, vierachsiger Putzbau auf hohem Sockelgeschoss mit giebelständigem Satteldach. Seitlicher zweigeschossiger Anbau mit Hauseingang. | 37429906 | BW   |
| Amalienstraße 22 53° 8′ 19″ N, 8° 13′ 18″ O           | Wohnhaus    | Zweigeschossiger Ziegelbau auf Souterraingeschoss unter Walmdach. Villenartiger Bau mit Schaufassade zur Amalienstraße. Hier außermittig rechts polygonaler zweigeschossiger Vorbau. Dieser mit einem Attikageschoss und Zwiebeldach. Fassade mit reichem Stuckdekor: u.a. umlaufende Gesimse, Eckquaderungen. An der Ostseite zweigeschossiger, einachsiger Eingangsvorbau mit Walmdach. Architekt: Ludwig Backhaus | 37429928 | BW   |